# Байшада-Сантіста

Байшада-Сантіста на мапі штату Сан-Паулу

Байшада-Сантіста (порт. Região metropolitana da Baixada Santista) — велика міська агломерація в Бразилії, що входить до штату Сан-Паулу. Населення становить 1 666 453 чоловік (2006 рік), площа — 2 422 км². Щільність населення — 687,8 чол/км². Агломерація історично сформувалася навколо портового міста Сантус, що залишається її економічним центром. Через близьке розташування міста Сан-Паулу та численні пляжі району, агломерація фактично є районом відпочінку мешканців Сан-Паулу та найваливішим транспортним вузлом штату.